# Graciela Gaitán Díaz
María Graciela Gaitán Díaz (Soledad de Graciano Sánchez, San Luis Potosí; ) es una política mexicana afiliada al Partido Verde Ecologista de México. Desde el 4 de marzo de 2021 es senadora del Congreso de la Unión en representación del estado de San Luis Potosí.

## Trayectoria política
María Graciela Gaitán Díaz nació en Soledad de Graciano Sánchez, San Luis Potosí. Estudió la formación como docente de primaria en la Escuela Normal «Patria». De 2005 a 2012 ocupó diversos cargos dentro de la administración pública. De 2012 a 2015 fue regidora del municipio de Soledad de Graciano Sánchez en representación del Partido de la Revolución Democrática. Del 15 de septiembre de 2015 al 14 de septiembre de 2018 fue diputada en la LXI Legislatura del Congreso del Estado de San Luis Potosí en representación del distrito 9. Dentro del congreso fue vicepresidente de la junta de coordinación política. También fue presidente de la comisión de educación, cultura, ciencia y tecnología.
En las elecciones federales de 2018 fue postulada como suplente de Leonor Noyola Cervantes, candidata a senadora del Congreso de la Unión por el Partido de la Revolución Democrática. Tras los comicios recibieron el escaño de primera fórmula en representación del estado de San Luis Potosí. En 2019 la fórmula anunció su cambio de bancada hacia el Partido Verde Ecologista de México. El 4 de marzo de 2021 asumió el escaño de senadora tras la petición de licencia de Noyola Cervantes.